# The Bad Sister
The Bad Sister (deutsch Die böse Schwester) ist ein US-amerikanisches Pre-Code-Filmdrama von Hobart Henley aus dem Jahr 1931. Der Film basiert auf dem Roman The Flirt von Booth Tarkington aus dem Jahr 1913, der bereits in den Jahren 1916 und 1922 als Stummfilm inszeniert worden war. Für die spätere Hollywood-Legende Bette Davis war es ihr erster Film, ebenso für Sidney Fox. Zur Besetzung gehören auch Conrad Nagel, Humphrey Bogart und Zasu Pitts in tragenden Rollen. Eines der Filmplakate titelte seinerzeit: „The girl who wanted everything!“ (Das Mädchen, das alles wollte!)
Der Film ist Teil der Sammlung der Library of Congress.

## Handlung
Marianne Madison lebt in einer Kleinstadt als umworbene Tochter des Kaufmanns und Immobilienmaklers John Madison, der in der Gemeinde wegen seiner Redlichkeit respektiert wird. Ihr Leben dort langweilt sie ebenso wie die Tatsache, dass sie von dem reichen molligen Wade Trumbull und dem attraktiven jungen Arzt Dick Lindley umworben wird. Mariannes jüngere Schwester Laura hingegen wird von Männern weitgehend ignoriert, während ihre ältere Schwester Amy bereits verheiratet und schwanger ist. Marianne macht sich einen Spaß daraus, mit Wade zu spielen, da ihre Zuneigung Dick gehört. Während eines Treffens mit dem Arzt, lässt sie ihn jedoch stehen, als der weltmännische Valentine Corliss in einem Kino mit ihr flirtet. Auch eine Spazierfahrt mit ihm schlägt sie nicht aus. Sie stellt den jungen Geschäftsmann sogar ihrer Familie vor, die beeindruckt von ihm ist. Valentine erzählt Mariannes Vater John sogleich, dass er als Vizepräsident für die Electro Household Corporation arbeite, und auf der Suche nach einem geeigneten Ort für die neue Fabrik des Unternehmens sei. Er bietet Madison eine prestigeträchtige Position an, wenn er die örtlichen Kaufleute dazu bringen könne, den Bau der Fabrik in seiner Stadt zu unterstützen. 
Um mehr Zeit mit Valentine verbringen zu können, fädelt Marianne ein, dass Dick Zeit mit ihrer Schwester Laura verbringt. Nachdem ein Monat verstrichen ist, fordert Valentine John auf, ein Dokument zu unterzeichnen, das die Integrität der Maßnahmen zum Bau der geplanten Fabrik bestätigt. Wider Erwarten weigert sich John Madison jedoch, da er sich nicht mehr sicher ist in Bezug auf Valentine Corliss und dessen Versprechungen. Während Marianne auf die Ablehnung ihres Vaters fast hysterisch reagiert, bricht John vor Aufregung zusammen. Valentine kann Marianne dazu bringen, dass sie die Unterschrift ihres Vaters auf dem Dokument fälscht, woraufhin er 50.000 Dollar von lokalen Geschäftsleuten ergaunert. Zusammen flieht das Pärchen dann nach Columbus in Ohio. Dort steigen beide in einem billigen Hotel ab, nachdem Valentine Marianne pro forma gefragt hat, ob sie seine Frau werden will. Nachdem sie die Nacht zusammen verbracht haben, ist Valentine am nächsten Morgen, als Marianne erwacht, verschwunden.
Gedemütigt kehrt Marianne nach Hause zurück in der Absicht, nun doch Dick Lindleys Werbung anzunehmen und ihn zu heiraten. Dieser hat sich jedoch in Laura verliebt und sich mit ihr verlobt. Dazu hat auch beigetragen, dass Hedrick, der Bruder von Marianne und Laura, Dick Lauras Tagebuch und eine Eintragung gezeigt hat, in der sie offenbarte, dass sie Dick liebt.
Mariannes Vater ist inzwischen von den wütenden lokalen Geschäftsleuten seiner Stadt angezeigt worden, weil sie „seiner Unterschrift“ auf dem ihnen vorgelegten Dokument vertraut hatten und sich nicht zu Unrecht betrogen fühlen. Marianne ringt sich dazu durch, zu gestehen, dass sie die Unterschrift ihres Vaters gefälscht hat, woraufhin die Geschäftsleute ihre Anzeige nicht weiter verfolgen wollen, zumal John Madison ihnen verspricht, die entsprechenden Beträge an sie zurückzuzahlen. Marianne, die nun ein ganzes Stück erwachsener geworden ist, willigt schließlich ein, Wade Trumbull zu heiraten. Trumbull hilft ihrem Vater dann auch dabei, die Schulden, die er bei örtlichen Geschäftsleuten hat, vollständig zu tilgen. Das alles trägt dazu bei, dass Marianne im Laufe ihrer jungen Ehe aufrichtige Gefühle für ihren Mann entwickelt.

## Produktion

### Dreharbeiten, Hintergrund
Es handelt sich um einen Film der Universal Pictures Corp., dessen Dreharbeiten am 30. Dezember 1930 begannen. Gedreht wurde in den Universal Studios 
100 Universal Plaza, Universal City in Kalifornien. Der Film trug den Arbeitstitel What a Flirt.
Bette Davis zeigt vor ihrem ersten Auftritt in einem Spielfilm angespannte Nervosität, die durch den Maskenbildner des Studios Jack P. Pierce, wie sie später in einem Interview äußerte, noch verstärkt wurde, da er sie „kritisch, fast missgünstig“ gemustert habe. Ihre Wimpern seien zu kurz, ihr Haar habe eine zu auffällige Farbe, ihr Mund sei zu klein und ihr Hals zu lang, habe er ihr gesagt. Auch die Äußerung des Produzenten Carl Laemmle, Jr., nachdem er den fertigen Film gesehen hatte, war alles andere als aufbauend, da er meinte, ob sich jemand vorstellen könne, dass ein armer Kerl durch alle Wasser gehe, um am Ende bei ihr zu landen? Gemeinsam mit ihrer Mutter besuchte Davis die Vorpremiere des Films in San Bernardino in Kalifornien und war, wie spätere Berichte schilderten, von ihrer Leistung so erschüttert, dass die Frauen den Film noch vor dem Abspann verließen. In der Gewissheit, dass ihre Hollywood-Karriere vorbei sei noch bevor sie angefangen habe, habe Davis den ganzen Weg nach Hause geweint.
Alan G. Barbour schrieb in seiner Biografie über Bogart, dass seine Rolle in diesem Film „klein und nichtssagend“ gewesen sei. Die einzige Bedeutung des Films liege wohl, in der Tatsache, dass darin die beiden jungen Schauspielerinnen Bette Davis und Sidney Fox ihr Debüt gegeben hätten. Für beide gab es später eine erneute Zusammenarbeit mit Bogart. Bogart sei für den Film von Fox Studios an Universal ausgeliehen worden, da man dort scheinbar nicht so recht gewusst habe, was man mit ihm anfangen solle.
Jerry Vermilye schrieb in seiner Biografie über Bette Davis, dass Davis die Hoffnung hatte, im Film die weibliche Hauptrolle zu bekommen, die jedoch an Sidney Fox ging, die somit „die höllisch wilde Sirene“ geben durfte, während Davis sich mit der zweiten Rolle „als fade, langweilige Schwester“ habe begnügen müssen. Davis selbst habe geäußert, dass der Film „unglaublich schlecht“ sei, so wie „sie übrigens auch“ und das „schlimmste Erlebnis ihres Lebens“.
Bette Davis’ Filmkarriere nahm vier Jahre später richtig Fahrt auf, während die von Fox bereits vorbei war. Fox starb 1942 im Alter von nur 30 Jahren an einer Überdosis Schlaftabletten. Offiziell wurde ihr Tod als Unfall eingestuft.

### Veröffentlichung
Premiere hatte der Film, dessen alternativer Titel Gambling Daughters lautet, am 23. März 1931. Letztgenannter Titel wurde vor dem Verleih des Films in The Bad Sister geändert. Am 29. März 1931 lief der Film dann allgemein in den Vereinigten Staaten an. In London im Vereinigten Königreich wurde er am 16. April 1931 vorgestellt, in Irland am 17. Juli 1931 und in Australien am 23. Oktober 1931. Veröffentlicht wurde der Film zudem in Argentinien, Brasilien, Ecuador, Indien, Japan, Norwegen, Polen, Singapur, in der Sowjetunion, in Spanien sowie in Venezuela.

## Rezeption

### Kritik
Der Autor Alan G. Barbour bezeichnete den Film in seiner Biografie über Humphrey Bogart als „übles melodramatisches Machwerk“.
Der Kritiker Mordaunt Hall der New York Times fand Davis „zu kläglich“, um die Sympathie der Zuschauer gewinnen zu können und noch dazu in einer „hölzern und unsicher präsentierten Story über zwei Schwestern, die es doch von Anfang an schon hätten besser wissen sollen“.
Etwas günstiger fiel hingegen die Kritik im Branchenblatt der Unterhaltungsindustrie Variety aus, wo es hieß, dass Bette Davis in der Rolle der Laura „sehr vielversprechend“ wirke … „lieb, einfach und das wahre Sinnbild von Repression“.
Derek Winnert schrieb über den Film aus dem Jahr 1931, dass er in guter Erinnerung bleiben werde als der Moment, in dem Bette Davis im Alter von 23 Jahren ihr Filmdebüt als die gute, schüchterne jüngere Schwester Laura Madison in der zweiten Neuverfilmung von Booth Tarkingtons Roman Der Flirt aus dem Jahr 1913 gegeben habe. Sidney Fox, die hier ebenfalls ihr Filmdebüt bestreite, hinterlasse einen größeren Eindruck als Davis, allerdings habe sie auch die weitaus extravagantere und bedeutendere Rolle des bösen Mädchens als ältere Schwester Marianne. Humphrey Bogart spiele im Film ebenfalls eine seiner frühen Rollen. Selbst mit diesen aufstrebenden Schauspielern und einer interessanten Vorgeschichte sei der Film lediglich ein gut gemachtes, aber durchschnittliches Produktdrama der Universal Studios aus der damaligen Zeit mit einer guten Besetzung, die hart gearbeitet habe und einem Drehbuch von Schrock, Redd und Knopf, an dem noch ein wenig hätte gefeilt werden müssen. Obwohl der Film keine großen Überraschungen biete sei er durchaus sehenswert und unterhaltsam. Es sei faszinierend, die junge Davis und den jungen Bogart zu sehen und interessant, Fox zu erleben. Herausgestellt habe sich, dass die  beiden jungen Schauspielerinnen jeweils perfekt in die Rolle der jeweils anderen gepasst hätten. Die Verantwortlichen hätten das erkennen müssen, aber wahrscheinlich vertrauten sie Davis nicht genug.
Auf der Seite Film Noir war zu lesen, dass Bette Davis’ in diesem Film kaum auffalle, das Szenario ziemlich banal und der Film nicht sehr gut gealtert sei. Beispielsweise seien die im Studio gedrehten Außenszenen nicht glaubwürdig. Auch könne der Film jüngeren Zuschauern aufgrund der vielen Dialoge missfallen. Allerdings habe Regisseur Hobart Hentley, der hier einen seiner letzten Filme inszeniert habe, überwiegend Stummfilme gedreht. Für Fans von Davis oder Bogart bleibe The Bad Sister aber eine Kuriosität.
Auf der Seite Frank’s Movie Log war zu lesen, dass Davis die leidgeprüfte Schwester der Hauptfigur spiele in einer vergessenswerten Rolle. „Bogie“ sei ein Fuchs in seiner ersten Rolle als Bösewicht, aber die vorhersehbare Handlung und die lahmen Darstellungen von Fox und Hauptdarsteller Conrad Nagel machten diesen Film zunichte.
John Grant beschäftigte sich auf der Seite Noirish sehr ausführlich mit dem Film und bescheinigte ihm, dass er viele großen Stärken und ein paar Schwächen aufweise, aber wirklich eines jener Werke sei, dessen Bedeutung weit über die künstlerische Schöpfung selbst hinausgehen würde. Da sei einmal die erste Filmrolle für Bette Davis sowie eine frühe Filmrolle für Humphrey Bogart. Für beide Schauspieler hätte es auch die letzte sein können. Auch für die arme Sidney Fox, den Star, den es nie gegeben habe, sei es die erste Filmrolle gewesen. Die große Attraktion des Films für den modernen Zuschauer seien natürlich die Leistungen von Davis und Bogart. Es lohne sich aber auch, einen Blick auf die anderen Darsteller zu werfen. So sei ZaSu Pitts in ihrer Nebenrolle großartig und stehle oftmals den anderen die Show. Auch liefere David Durand als verzogener kleiner Bruder eine großartige, wenn auch weniger differenzierte Darstellung. Er sei hauptsächlich für die Lacher im Film zuständig. Charles Winninger liefere in einer großartigen Besetzung die Art exzellenter Darstellung eines Familienvaters, wie man sie von diesem erstklassigen Charakterdarsteller erwarte. Conrad Nagel hingegen sei einer jener Schauspieler, deren Verdienste der Kritiker nie zu schätzen in der Lage gewesen sei, aber hier sei er als männliches Wesen, auf das man romantische Gedanken projizieren könne, vollkommen ausreichend. Der Film gehöre jedoch Sidney Fox. Es sei völlig verständlich, warum Universal, als man sie von New York nach Hollywood geholt habe, davon ausgegangen sei, dass sie ein großer Star werden würde. Hier liefere sie eine fesselnde Leistung. Ihre Darstellung sei so etwas wie ein Triumph. Schon wegen seiner Besetzung müsse man sich The Bad Sister unbedingt ansehen, aber auch für sich genommen sei es ein unterhaltsamer Film.

### Weitere Verfilmungen
Eine erste Verfilmung von Booth Tarkingtons Roman gab es 1916 unter dem Titel The Flirt von Phillips Smalley und Lois Weber mit Marie Walcamp, Grace Benham und Juan de la Cruz.
Im Jahr 1922 verfilmte Universal den Roman erstmals, wobei es sich allerdings um die zweite Verfilmung handelte, erneut unter dem Titel The Flirt. Regie führte seinerzeit ebenfalls Hobart Henley. George Nichols, Eileen Percy und Helen Jerome Eddy waren in den Hauptrollen besetzt.